# Guentherocoris atritibialis
Guentherocoris atritibialis är en insektsart som först beskrevs av Knight 1930.  Guentherocoris atritibialis ingår i släktet Guentherocoris och familjen ängsskinnbaggar. Inga underarter finns listade i Catalogue of Life.